# Gene Kranz

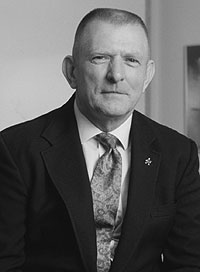
Flugdirektor Gene Kranz (2005)

Eugene Francis „Gene“ Kranz (* 17. August 1933 in Toledo, Ohio, Vereinigte Staaten)
ist ein US-amerikanischer Flugingenieur. Er war Flugdirektor der NASA während der Gemini- und Apollo-Programme.
Kranz, der einen deutschen Großvater hatte, verlor seinen Vater bereits im Alter von sieben Jahren. Nach seiner schulischen Ausbildung auf dem Parks College in St. Louis, Missouri, die er 1954 mit dem Bachelor als Flugingenieur abschloss, ging er zur US Air Force. Dort machte er seine Pilotenausbildung, leistete Dienst in Korea und gelangte bis in den Rang eines Captain. In Zusammenarbeit mit der McDonnell Aircraft Corporation führte die Air Force 1955 bis 1958 Testflüge durch. Gene Kranz kam auf diesem Weg zur Holloman Air Force Base in New Mexico, wo diese Kooperation für Raketentestflüge bis 1960 fortgesetzt wurde.
1960 unterzeichnete Gene Kranz einen Vertrag mit der NASA. Ab sofort gehörte er der Flugkontrolle im Langley Research Center in Hampton, Virginia, an. Er stieg zum stellvertretenden Direktor der Flugkontrolle für das Mercury-Programm auf und wurde 1964 der Flugdirektor für das Gemini-Programm in der neuen Flugleitzentrale in Houston.
Die verschiedenen Schichten in der Flugleitung wurden mit Farben bezeichnet, und Kranz leitete das „weiße Team“. Charakteristisch für ihn war, dass er während der Flugleitung stets Westen trug, die seine Frau für ihn nähte.
1968 wurde ihm die komplette Flugkontrolldivision unterstellt und er wurde Flugdirektor für das Apollo-Programm. Im April 1970 war Kranz während der Apollo-13-Mission maßgeblich an der Rettung der drei Astronauten Jim Lovell, Jack Swigert und Fred Haise beteiligt. Auch die danach stattfindenden Skylab-Flüge unterstanden seiner Kontrolle.
Von 1974 bis 1983 war Kranz stellvertretender Flugdirektor für die STS-Missionen und von 1983 bis 1994 deren Direktor. Nach Abschluss des Shuttle-Fluges STS-61 ging Kranz in den Ruhestand. Er wurde für seine Verdienste mit der Presidential Medal of Freedom ausgezeichnet. 2024 wurde er zum Mitglied der National Academy of Engineering gewählt.
Kranz ist verheiratet und hat sechs Kinder.
Kranz wird im Film Apollo 13 von Ed Harris und in Apollo 11 von Matt Frewer  verkörpert.
Zudem wird Kranz in der TV-Serie For All Mankind von Eric Ladin verkörpert.

## Bibliografie
- Gene Kranz, Failure Is Not an Option: Mission Control from Mercury to Apollo 13 and Beyond. Simon & Schuster, 2000, ISBN 0-7432-0079-9